# 디옥시구아노신 삼인산
디옥시구아노신 삼인산(영어: deoxyguanosine triphosphate, dGTP)은 뉴클레오사이드 삼인산의 한 종류이며, DNA 합성을 위해 세포에서 사용되는 뉴클레오타이드 전구물질이다. 디옥시구아노신 삼인산은 중합효소 연쇄 반응(PCR), 시퀀싱 및 클로닝에서 사용된다. 또한 디옥시구아노신 삼인산은 단순포진 바이러스(herpes simplex virus, HSV)의 치료에서 아시클로버에 의한 억제 개시의 경쟁자이기도 하다.